# Zwartgerande tuinslak
De zwartgerande tuinslak (Cepaea nemoralis) is een slak uit de familie Helicidae. Andere benamingen zijn duinslak of roze tuinslak.

## Beschrijving
Deze bekende tuinslak is iets groter dan de witgerande tuinslak (Cepaea hortensis), maar deze laatste soort is meer geel van kleur, de zwartgerande tuinslak meestal roze tot bruin. Het huisje is bolvormig, wordt ongeveer 2,5 centimeter in diameter en heeft vijf wentelingen, eigenlijk vijf-en-een-half. Het huisje is gestreept en heeft geen tot vijf donkerbruine strepen die de wentelingen volgen, de witgerande tuinslak heeft er meestal minder en is te herkennen aan de witte rand rond de opening, hoewel er bij de zwartgerande tuinslak soms ook witgerande exemplaren voorkomen. Exemplaren met veel strepen leven in meer begroeide plaatsen, minder gestreepte slakken leven vaak in open plekken als graslanden. Het waterige lichaam is grijs van kleur en iets doorzichtig. De bovenste twee steeltjes hebben ogen, de onderste dienen om geuren mee te herkennen en zijn waarschijnlijk veel belangrijker bij het vinden van voedsel.

## Voedsel
Het voedsel bestaat voor een groot deel uit dode bladeren, maar deze soort heeft een voorkeur voor levende planten als brandnetel en boterbloem; twee soorten die in de tuin meestal als ongewenst worden beschouwd. Ook dode dieren als regenwormen en andere slakken worden gegeten, de zwartgerande tuinslak is dus voornamelijk een afvaleter van plantaardig en dierlijk materiaal. Deze soort leeft vooral in wat open terreinen als graslanden, heide, duinen en ook in tuinen, minder in bossen en bosranden. Niet alleen in Europa, maar ook in Noord-Amerika komt deze soort voor, die wel over meer werelddelen is verspreid doordat exemplaren of eitjes met de export van bloemen en planten zijn meegekomen.

## Voortplanting
De zwartgerande tuinslak is net als alle landslakken hermafrodiet, dus mannetje en vrouwtje tegelijk. Ze bevruchten elkaar wederzijds en zetten de eitjes in pakketjes af. Jonge slakken hebben bij de geboorte al een huisje en zijn na twee of drie jaar geslachtsrijp. Het slakkenhuis zorgt voor bescherming tegen oververhitting en tegen predatie. Tuinslakken worden gegeten door egels, muizen, zanglijsters en merels. Ze kunnen ongeveer zeven  jaar oud worden.

## Evolutie
In het Darwinjaar 2009 was de zwartgerande tuinslak het onderwerp van een Europees 'citizen science' project. Ook in Nederland verzamelden scholieren en vrijwilligers onder coördinatie van NCB Naturalis gegevens over duizenden tuinslakken in hun omgeving, om vragen over de evolutie van deze dieren te kunnen beantwoorden. Uit het onderzoek bleek dat de kleur van de slakkenhuisjes in de duingebieden lichter is geworden, waarbij een relatie werd gelegd met de opwarming van het klimaat (de lichte kleur beschermt tegen oververhitting door de zon). In alle andere gebieden was er een toename van slakken met donkere spiraalbanden over het huisje. Mogelijk is dit een aanpassing aan verandering in de predatie door vogels of een kleinschaliger milieuverandering. Verder onderzoek aan slakken in de IJsselmeerpolders leverde aanwijzingen op dat dergelijke evolutionaire veranderingen bij slakken in een periode van tachtig tot vijftig jaar kunnen optreden.